# لی‌لی کالینز
لی‌لی جین کالینز (به انگلیسی: Lily Jane Collins) (زاده ۱۸ مارس ۱۹۸۹) بازیگر سینما و تلویزیون، مدل و نویسنده انگلیسی - آمریکایی است. او دختر خواننده و موسیقیدان انگلیسی فیل کالینز است و در ساری انگلستان زاده شده است. اولین نقش وی به عنوان بازیگر در سن دو سالگی و برای بازی در مینی سریال ساخت بی‌بی‌سی به نام Growing Pains بود. لی‌لی در دانشگاه کالیفرنیا جنوبی در رشته روزنامه‌نگاری سخن‌پراکنی تحصیل کرده است و در زمان نوجوانی نیز برای مجلاتی مانند هِفده، وگ نوجوانان و لس آنجلس تایمز مقاله می‌نوشته است. مجله گلامور پس از اینکه او در سال ۲۰۰۷ از سوی شنل برای پوشیدن یکی از لباس‌های این شرکت در هتل دی کریون انتخاب شد از وی به عنوان برترین مدل سال یاد کرد.
لی‌لی کالینز در فیلم‌هایی مثل کشیش و آدم‌ربایی به ایفای نقش پرداخته است. وی پس از نقش آفرینی در ابزارهای مرگبار: شهر استخوان‌ها به شهرت بیشتری دست پیدا و نامزد دریافت جایزه سینمایی و تلویزیونی ام‌تی‌وی شد. کالینز در سال ۲۰۱۶ و پس از بازی در فیلم قوانین صدق نمی‌کنند موفق به کسب جایزه در جوایز فیلم هالیوود شد و توانست نامزد دریافت جایزه گلدن گلوب بهترین بازیگر زن - فیلم موزیکال یا کمدی شود.
کالینز همچنین یک نویسنده نیز است. اولین کتاب او با نام بدون فیلتر: بدون شرم، بدون پشیمانی، فقط من در سال ۲۰۱۷ منتشر و با استقبال منتقدین مواجه شد.

## زندگی‌نامه
لی‌لی دختر فیل کالینز موسیقیدان انگلیسی و جیل ترولمن - همسر دوم فیل - است. پدربزرگ مادری او یک مهاجر یهودی کانادایی بود که در بورلی هیلز یک فروشگاه لباس مردانه داشت. پس از طلاق پدر و مادرش او به همراه مادر خود به لس‌آنجلس نقل مکان کرد. لی لی در آنجا از مدرسه هاروارد وستلیک فارغ‌التحصیل شد و سپس در رشته روزنامه‌نگاری سخن‌پراکنی در دانشگاه کالیفرنیای جنوبی تحصیل کرد. او خواهر ناتنی جولی کالینز و سایمون کالینز است و دو برادر ناتنی کوچکتر از خودش نیز دارد. لی لی کالینز در نوجوانی دچار اختلال تغذیه شده بود. او این موضوع را برای اولین بار در کتاب خود افشا کرد.
لی‌لی کالینز در سپتامبر ۲۰۲۰ نامزدی خود با چارلی مک‌داول کارگردان و نویسنده آمریکایی را اعلام کرد. آن‌ها در سال ۲۰۲۱ با یکدیگر ازدواج کردند.
در سال ۲۰۲۵، کالینز در اینستاگرام اعلام کرد که اولین فرزند آنها از طریق رحم اجاره‌ای متولد شده است.

## فیلم‌شناسی

### فیلم
| سال        | عنوان                                        | نقش           | توضیحات          |
| ---------- | -------------------------------------------- | ------------- | ---------------- |
| ۲۰۰۹       | نقطه کور                                     | کالینز        |                  |
| ۲۰۱۱       | کشیش                                         | لوسی پِیس      |                  |
| ۲۰۱۱       | آدم‌ربایی                                     | کارن مورفی    |                  |
| ۲۰۱۲       | آینه آینه                                    | سفیدبرفی      |                  |
| ۲۰۱۲       | درگیر عشق                                    | سامانتا برجس  |                  |
| ۲۰۱۳       | معلم انگلیسی                                 | هال اندرسون   |                  |
| ۲۰۱۳       | ابزارهای مرگبار: شهر استخوان‌ها               | کلاری فرری    |                  |
| ۲۰۱۴       | با عشق رزی                                   | رُزی دان       |                  |
| ۲۰۱۶       | قوانین صدق نمی‌کنند                           | مارلا مِی بِری  |                  |
| ۲۰۱۷       | تا استخوان                                   | الِن           |                  |
| ۲۰۱۷       | اوکجا                                        | رِد            |                  |
| ۲۰۱۸       | داستان یک جادوگر                             | شاهزاده داون  | صداپیشه          |
| ۲۰۱۹       | فوق‌العاده شرور، به طرز وحشتناکی شیطانی و پست | لیز کندال     |                  |
| ۲۰۱۹       | تالکین                                       | ادیث تالکین   |                  |
| ۲۰۲۰       | ارث                                          | لارن مونرو    |                  |
| ۲۰۲۰       | منک                                          | ریتا الکساندر |                  |
| ۲۰۲۲       | ویندفال                                      | همسر          |                  |
| ۲۰۲۴       | ماکسین                                       | مالی بنت      |                  |
| اعلام نشده | هاله نور ستارگان                             | میستی داون    | در مرحله پس‌تولید |

### تلویزیون
| سال             | عنوان                    | نقش          | توضیحات                        |
| --------------- | ------------------------ | ------------ | ------------------------------ |
| ۲۰۰۹            | ۹۰۲۱۰ (مجموعه تلویزیونی) | فیبی آبرامز  | ایفای نقش در دو قسمت           |
| ۲۰۱۷            | آخرین تایکون             | سیسیلیا بردی | نقش اصلی                       |
| ۲۰۱۸            | بینوایان                 | فَنتین        | ایفای نقش در سه قسمت           |
| ۲۰۲۰ - تا اکنون | امیلی در پاریس           | امیلی کوپر   | نقش اصلی                       |
| ۲۰۲۱            | تماس‌ها                   | کامیلا       | صداپیشه در قسمت "The End"      |
| ۲۰۲۱            | زیاد ذوق‌زده نشو          | در نقش خود   | در قسمت "The Mormon Advantage" |

## موزیک ویدیو
| سال  | عنوان             | نقش        | موسیقیدان          |
| ---- | ----------------- | ---------- | ------------------ |
| ۲۰۱۳ | کلادیا لوییس      | دختر فضایی | ام۸۳               |
| ۲۰۱۳ | شهر فرشتگان       | در نقش خود | ترتی سکندز تو مارس |
| ۲۰۱۹ | امشب مرا نجات بده | دختر جدید  | آرتی               |